# Pavetta ternata
Pavetta ternata là một loài thực vật có hoa trong họ Thiến thảo. Loài này được Teijsm. & Binn. mô tả khoa học đầu tiên năm 1867.